# Urtinktur
Urtinktur (Kurzzeichen: ø) ist ein Begriff aus der Homöopathie. Sie ist eine konzentrierte, flüssige Zubereitung, die entweder durch Mischen eines pflanzlichen Presssaftes mit Ethanol, durch Auszug (Extraktion) pflanzlicher oder tierischer Ausgangsstoffe oder aus Nosoden gewonnen wird.
Der Auszug wird durch Einwirken eines Auszugsmittels wie etwa Ethanol auf den Ausgangsstoff hergestellt. Die Ausgangsstoffe können frisch oder getrocknet sein. Die angewendeten Verfahren sind Mazeration, Digestion (Wärmebehandlung), Abkochung, Fermentation oder ein anderes geeignetes, im Arzneibuch vorgeschriebenes Verfahren. In der Regel ist ein bestimmtes Verhältnis von Ausgangsstoff und Auszugsmittel anzuwenden.
Aus Urtinkturen werden durch Vermischen und Verdünnen („Potenzieren“) homöopathische Arzneimittel hergestellt. Teilweise werden Urtinkturen auch in unverdünnter Form in oder als homöopathische Arzneimittel verwendet.